# Justinian von Thoelldeniz
Justinian(us) Thoellden, ab 1771 Justinian(us) von Thoelldeni(t)z, auch von Thölldeni(t)z (* 1719 in Tennstedt, Sachsen-Weißenfels; † 23. April 1780 in Eisenach) war ein deutscher Verwaltungsjurist und sachsen-weimarischer und sachsen-eisenachischer Oberkonsistorialvizepräsident sowie Geheimer Regierungsrat, der für seine Verdienste in den Reichsadelsstand erhoben wurde.

## Leben
Thoellden war der Sohn des Kommissionsrates und Kreisamtmanns Christoph Thoellden zu Tennstedt. 1747 promovierte Thoellden bei Johann Rudolph Engau an der Universität Jena. Das Thema seiner juristischen Disputation lautete De ordinationibus politiae et iustitiae serenissimorum Saxoniae Ernestinae ducum, Von den Policey- und Justiz-Verordnungen der Sächsischen Fürsten Ernestinischer Linie und erschien bei Schill in Jena in Druck.
Nachdem er gemeinsam mit seinem Bruder Christoph Wilhelm Thoellden nach dem Tod des Vaters dessen Mannlehngut Gangloffsömmern geerbt hatte, erwarb er die Hälfte des Erblehngutes Merxleben von den stark verschuldeten Erben des 1752 verstorbenen Sachsenburger Amtmanns Johann Paul Rockenthien für 12.000 Taler.
Thoellden trat in den Dienst des Hofes von Sachsen-Weimar-Eisenach und wurde Geheimer Regierungsrat. Als Hofrat und Regierungsrat sowie Oberkonsistorialrat erreichte er am 13. März 1771 am kaiserlichen Hof in Wien seine Erhebung in den Reichsadelsstand von Thoelldenitz.
Nach dem Tod des Kammerrats Rödiger erfolgte seine Ernennung zum Vize-Ober-Konsistorial-Präsident in Eisenach. Als solcher starb er am 23. April 1780. Er hinterließ als einzigen Sohn Wilhelm Justinian Thoellden, der sich ab 1771 Wilhelm Justinian von Thoelldeniz o. ä. nannte und u. a. die Hälfte des Rittergutes Merxleben erbte, das er aber Anfang 1785 an seinen Neffen Christoph Wilhelm Thoellden in Sangerhausen abstieß.